# 에스코우성

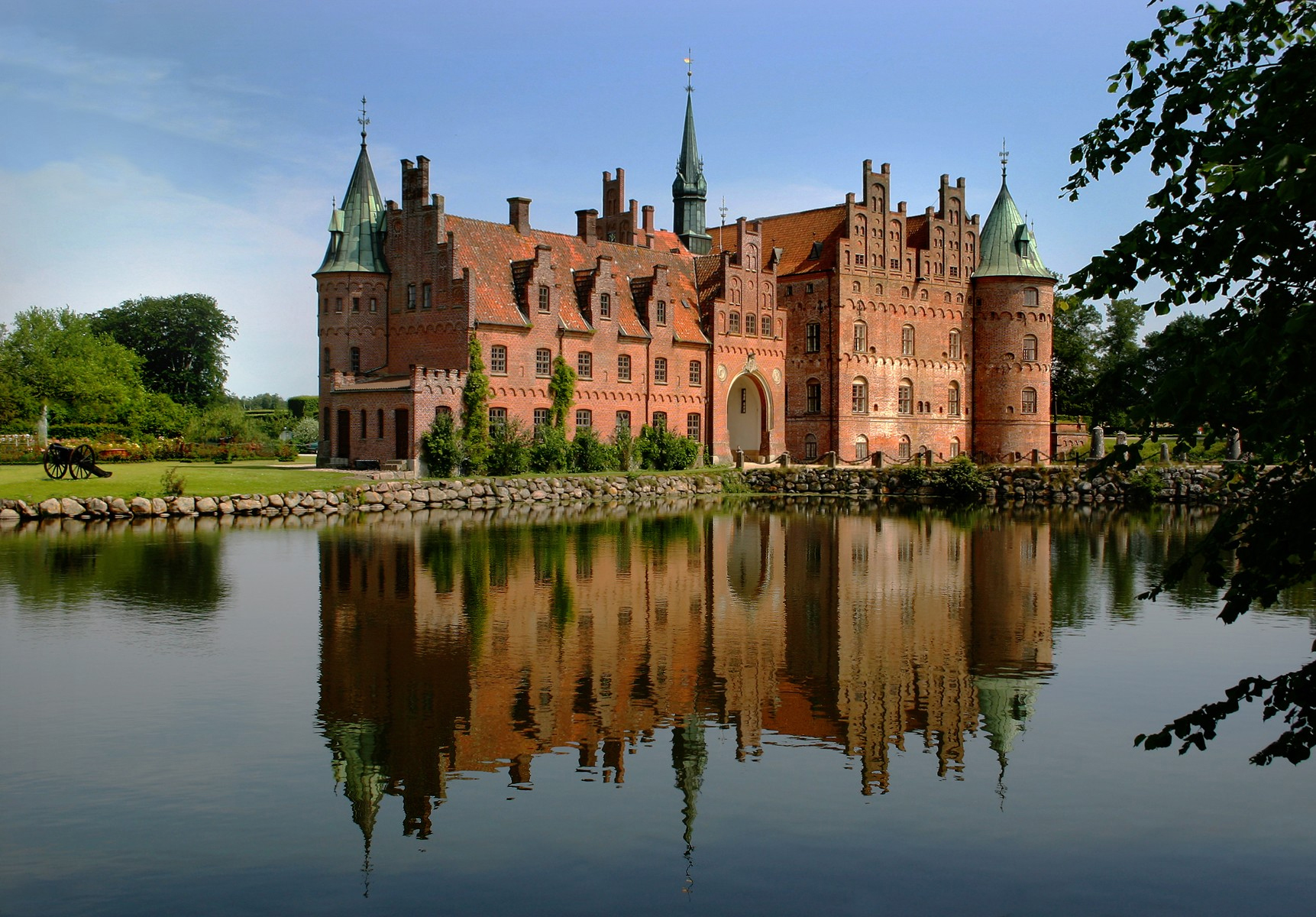
에스코우성

에스코우성(덴마크어: Egeskov Slot)은 덴마크 퓐섬에 있는 성이다. 1554년에 준공되었으며 물가에 지어진 르네상스 시대 유럽 성 중에서 제일 잘 보존된 성의 하나이다.